# Exelweiss Entertainment
Exelweiss Entertainment fue una empresa española dedicada al desarrollo de software en el campo de los videojuegos. Las oficinas centrales de la empresa se encontraban en Valencia.

## Historia
Exelweiss Ent. se fundó en 1996 como estudio de desarrollo de videojuegos por José Vicente Pons, administrador y exmiembro de Opera Soft, que junto a Carles Pons (hijo del anterior) y Josep Vicent Sala Siscar formarían la base en lo referente a la programación y la dirección técnica. A estos se uniría el diseñador Daniel G. Blázquez para ocuparse de la dirección artística y el diseño de los proyectos y que sería el cuarto socio fundador. Víctor Vergara, antiguo miembro del grupo, abandonó la formación justo cuando se formalizó la empresa, a pesar de formar parte del equipo durante los años en los que se gestaron los primeros videojuegos comerciales del grupo. 
Ideada como una empresa de servicios, llegaron a producir un centenar de títulos en un amplio sector que abarcaba desde los juegos para PC, juegos en línea para internet, juegos para arcades y desarrollos para móviles, en ámbitos tan diferentes como la educación (seriuos games), la publicidad (advergaming), bajo licencia (Shin Chan, House M.D., Scalextric,...), etc.
En 2004 lanzaron como producto propio el portal de juegos clásicos en línea "Mundijuegos" junto a la empresa catalana Grupo Itnet. En 2011 fundan Akamon Entertainment para la comercialización y explotación de este producto. Akamon fue vendida a finales de 2015 al grupo canadiense Imperus Technologies por 23,7 millones de euros.
En 2018, fundan la incubadora de startups No Spoon Lab, donde lanzan varios proyectos relacionados con los sectores del juego (PlayJoy, Triplecherry), la educación (Gokoan, Kokoro Kids) y el turismo (Play&Go).